# Toro (vino)
Toro es una denominación de origen protegida (DOP) de las provincias de Zamora y Valladolid, España.
Regada por el río Duero, la zona de producción incluye doce municipios de la provincia de Zamora (Argujillo, La Bóveda de Toro, Morales de Toro, El Pego, Peleagonzalo, El Piñero, San Miguel de la Ribera, Sanzoles, Toro, Valdefinjas, Venialbo y Villabuena del Puente) y tres de la de  Valladolid (San Román de Hornija, Villafranca de Duero y los pagos de Villaester de Arriba y Villaester de Abajo, del término municipal de Pedrosa del Rey), teniendo la localidad de Toro como centro de la denominación. Obtuvo la calificación de Denominación de origen en el año 1987.
La DOP Toro obtuvo su registro ante la Unión Europea el 7 de octubre de 1989. También cuenta con registro ante la Organización Mundial de la Propiedad Intelectual desde 22 de junio de 2021.

## El entorno
La altitud de los viñedos está comprendida entre los 600 y 750 metros, los suelos son pardos con textura arenosa, pobre en materia orgánica y con bajo contenido en sales minerales.
El clima es mediterráneo continental, y las precipitaciones oscilan entre los 350 y 400 mm anuales. Los inviernos son rigurosos (lo que implica temperaturas mínimas extremas y la prolongación del periodo de heladas) y los veranos cortos, no excesivamente calurosos y con importantes oscilaciones térmicas entre el día y la noche.

## Uvas

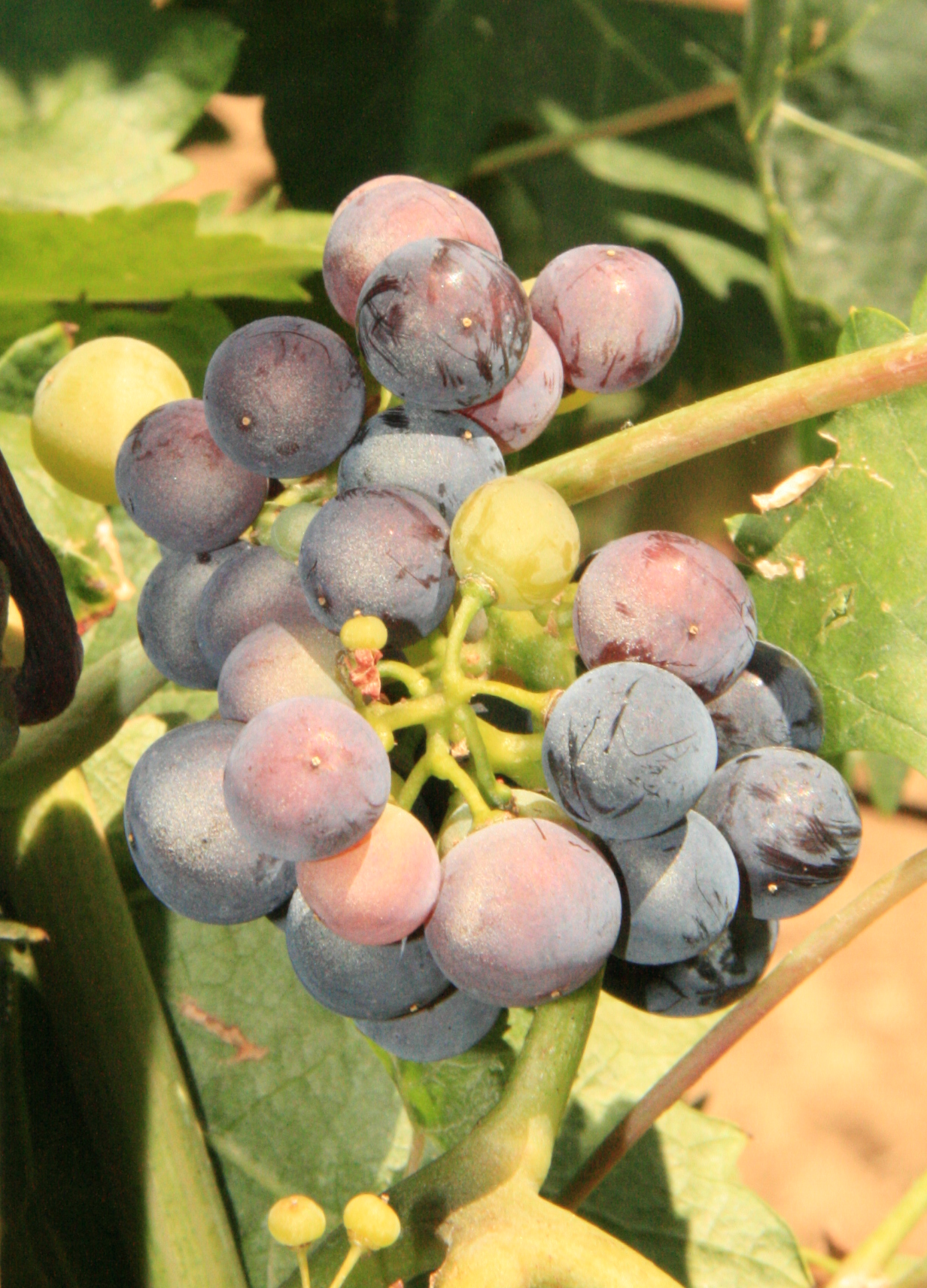
Racimo de tinta de Toro. Foto tomada en los viñedos de la bodega Valbusenda de Toro en agosto de 2013.

- Tinta de Toro (variedad de uva autóctona): utilizada para la elaboración de tintos y rosados.
- garnacha tinta: utilizada para la elaboración de tintos y rosados.
- Verdejo: utilizada para la elaboración de blancos.
- malvasía castellana (doña Blanca): utilizada para la elaboración de blancos.

## Características de los vinos
- Tintos: vinos de 13,5º a 15º de alcohol. Se elaboran fundamentalmente con uva tinta de Toro, aunque se puede incluir también garnacha, no más de un 25%;
- Rosados: vinos de 11º a 14º de alcohol. Se elaboran con una mezcla de uva tinta de Toro (75%) y garnacha, o bien monovarietal de garnacha;
- Blancos: vinos de 11º a 13º de graduación. Se elaboran con malvasía castellana (85%) y verdejo, o bien monovarietal de verdejo.

## Calificación de las últimas añadas

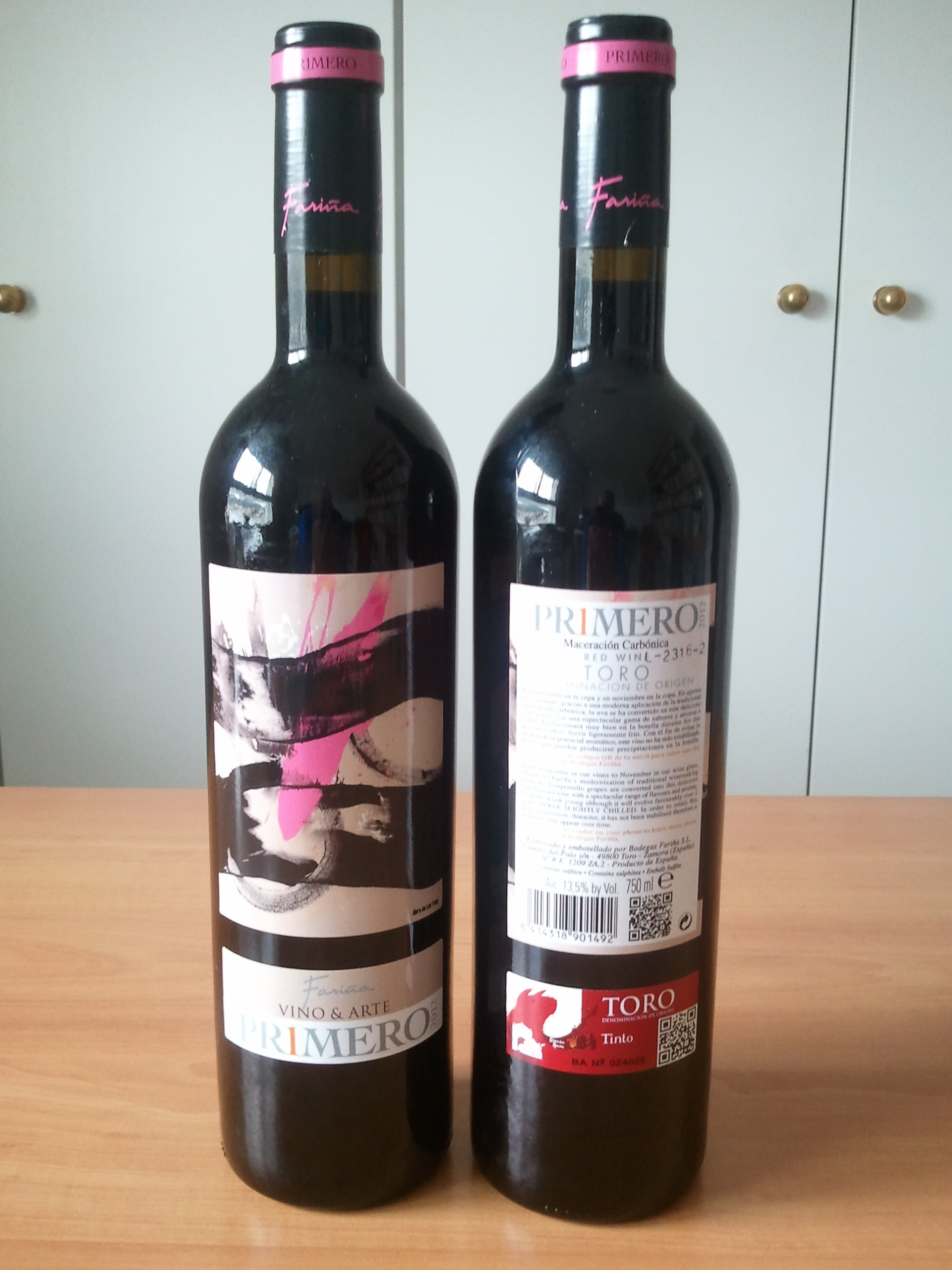
Dos botellas de vino de Toro elaborado por maceración carbónica.

La calificación de las añadas desde 1988 es la siguiente:
- 1988 Buena
- 1989 Excelente
- 1990 Excelente
- 1991 Excelente
- 1992 Excelente
- 1993 Muy Buena
- 1994 Muy Buena
- 1995 Muy Buena
- 1996 Muy Buena
- 1997 Buena
- 1998 Muy Buena
- 1999 Excelente
- 2000 Muy Buena
- 2001 Excelente
- 2002 Muy Buena
- 2003 Excelente
- 2004 Excelente
- 2005 Excelente
- 2006 Muy Buena
- 2007 Muy Buena
- 2008 Excelente
- 2009 Excelente
- 2010 Excelente
- 2011 Excelente
- 2012 Muy Buena
- 2013 Muy Buena
- 2014 Muy Buena
- 2015 Muy Buena
- 2016 Excelente
- 2017 Excelente
- 2018 Excelente
- 2019 Excelente
- 2020 Excelente
- 2021 Excelente
- 2022 Excelente
- 2023 Excelente

## Ruta del Vino de Toro
En 2017 se constituye la Asociación de la Ruta del Vino de Toro con 45 socios. De estos, 22 son bodegas, 3 recursos culturales y empresas de turismo, 6 hoteles y 14 establecimientos de restauración.
En 2019 la Ruta del Vino de Toro fue certificada por ACEVIN (Asociación Española de Ciudades del Vino), pasando a formar parte de las Rutas del Vino de España y convirtiéndose en la octava Ruta del Vino de Castilla y León.
Según el informe anual de ACEVIN en 2021 la Ruta del Vino de Toro recibió 46.153 visitantes, un 146% más que en 2020, logrando ser la segunda Ruta del Vino más visitada de Castilla y León.